# HD 30453
HD 30453，又名BD+32 840，SAO 57444、HR 1528，是一颗恒星，视星等为5.86，位于銀經170.03，銀緯-7.78，其B1900.0坐标为赤經4h 42m 50.8s，赤緯+32° -7.78′ 46″。